# Visão de Constantino (Bernini)
A Visão de Constantino é uma escultura de mármore produzida pelo artista italiano Gian Lorenzo Bernini entre 1654 e 1669. Embora tenha sido originalmente encomendada como uma obra independente, passou a ser parte integrante da Scala Regia, no Vaticano, entre a Basílica de São Pedro e o Palácio Apostólico. Diferentemente de outros trabalhos de Bernini, esta obra foi quase toda confeccionada pelo próprio artista, já que não foram encontrados registros de pagamentos a outros escultores. Bernini recebeu 7 000 escudos romanos pelo trabalho.

## Contexto
Como governante cristão primitivo, a figura de Constantino, o Grande, foi particularmente atraente para os papas posteriores, sobretudo no século XVII. A escultura de Bernini retratou um momento particular da vida de Constantino.
Antes de uma batalha contra o imperador romano pagão Magêncio, Constantino liderava orações com seu exército quando teria surgido uma cruz no céu, acima do sol, com a inscrição In hoc signo vinces, ou "por este sinal conquistarás"". O milagre teria surpreendido Constantino e suas tropas e dado-lhes crença suficiente para derrotar Magêncio na Batalha da Ponte Mílvia. Após o confronto, Constantino conquistou Roma e concedeu tolerância religiosa, liberando assim os cristãos da perseguição romana.

## Confecção

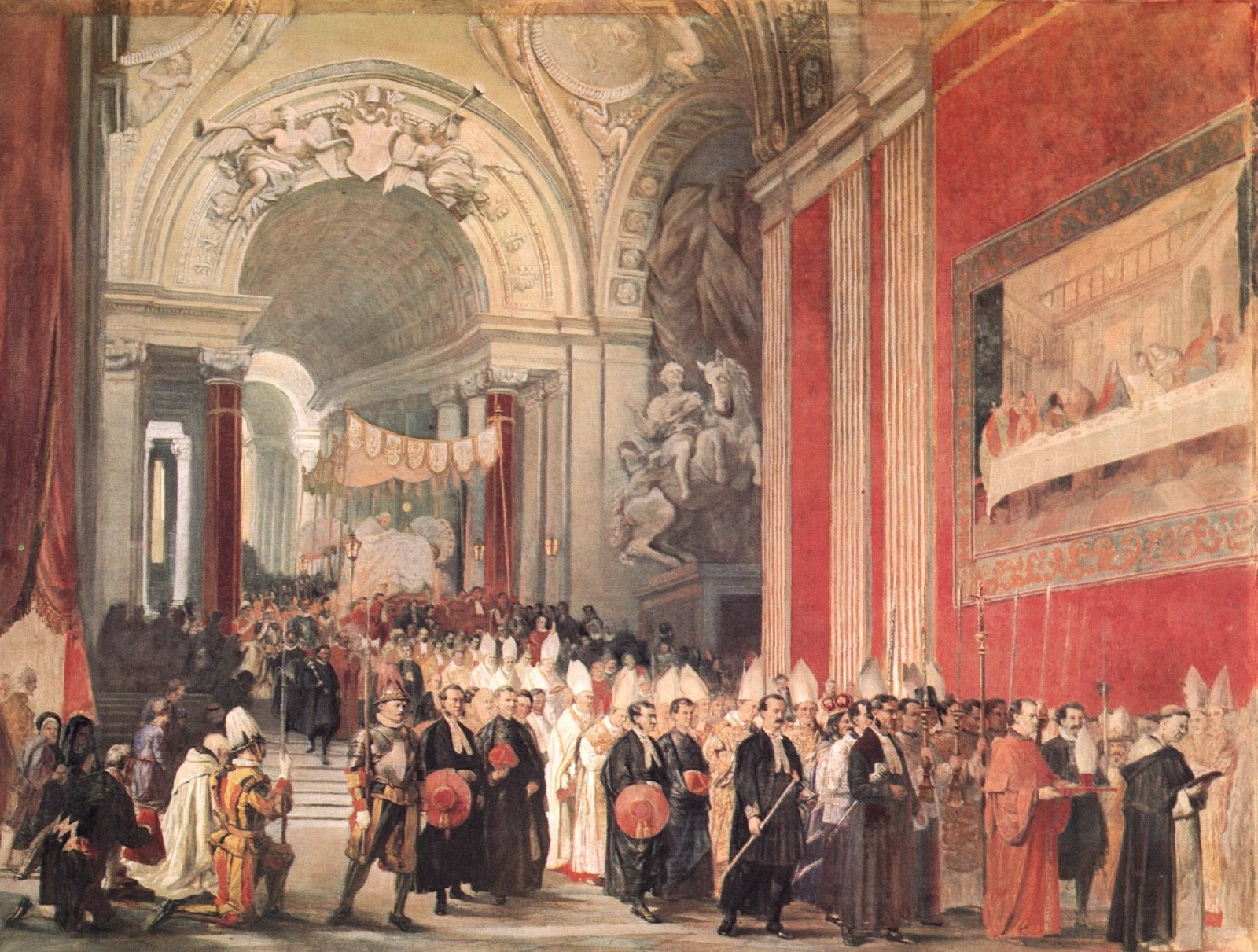
A Visão de Constantino (ao fundo) em uma pintura de Ferdinando Cavalleri

Bernini começou a trabalhar na obra em 1654, provavelmente sob encomenda do papa Inocêncio X. Originalmente, a escultura ficaria no interior da Basílica e São Pedro. Todavia, quando Alexandre VII assumiu o trono papal o projeto foi refeito, garantindo inclusive a chegada de novos materiais para o artista. Porém, por razões ainda desconhecidas, o trabalho foi suspenso e Bernini não começou a trabalhar no bloco de mármore até 1662.
Em algum momento da década de 1660 a localização da estátua foi alterada para a Scala Regia, que o próprio Bernini estava projetando. O artista continuou refinando a escultura equestre, adaptando-a ao novo local. Para isso, usou grandes moldes de argila para prever o resultado final de seu trabalho in situ. Devido ao tamanho da obra, que não adequava-se ao espaço da Scala Regia, Bernini precisou adicionar, posteriormente, cortinas atrás do cavalo de mármore para disfarçar esse problema e endossar o efeito decorativo geral. Após a execução de retoques finais, a escultura foi declarada pronta no final de 1668.
O transporte da obra do estúdio de Bernini até a Scala Regia demorou dez dias e exigiu a utilização de uma variedade de utensílios e equipamentos, como palha, guinchos, tábuas e vigas, além de trenós e bois para puxar a escultura, que chegou ao seu local definitivo em 12 de janeiro de 1669. O trabalho arquitetônico e decorativo (como a cortina) no espaço em torno da obra continuou até 1669, assim como o polimento da estátua em si.